# 산타의 매직 크리스탈
《산타의 매직 크리스탈》(Maaginen kristalli)은 2011년 공개된 애니메이션 영화이다.
이 영화는 2011년 11월 2일 벨기에에서 개봉되었고, 같은 달 18일 핀란드에서도 개봉되었다. 이 영화는 5,074,000유로(6,001,019.8달러)의 제작비에 비해 340,836달러의 수익을 거두며 흥행 참패를 기록했다.

## 줄거리
크리스마스를 앞둔 12월 23일, 고아 소년 요탄은 어린아이의 크리스마스 편지를 하수구에서 찾아주느라 늦게 고아원에 돌아온다. 그의 방에 산타의 쌍둥이 형 바질과 그의 부하 그라우치가 나타나 크리스마스를 구하는 데 도움을 요청한다. 고아원 원장이 방에 들어와 요탄은 창문으로 도망치다 쓰레기통에 떨어진다. 거기서 요탄은 말하는 다람쥐 지피를 만나게 된다. 산타의 로켓 썰매가 나타나 바질과 그라우치를 태우고, 쓰레기통은 언덕 아래로 굴러 떨어진다. 고아원 원장은 요탄에게 다시는 돌아오지 말라고 한다. 요탄과 지피는 마을 광장에서 썰매가 편지를 수거하는 것을 보고 편지 자루에 숨어든다. 바질과 그라우치는 그들을 발견하고 함께 썰매를 타고 랩랜드로 향한다.
랩랜드 산타의 궁전에 도착한 요탄과 지피는 바질에게 발각되기 전에 몰래 빠져나온다. 결국 잡힌 요탄은 마법의 크리스탈이 있는 방으로 끌려간다. 바질은 산타가 자신보다 두 살 많다며 크리스마스가 잘못되었다고 말하고, 요탄에게 크리스탈을 가져오라고 시킨다. 크리스탈을 손에 넣은 바질은 요탄을 배신하고 크리스탈을 빼앗아 달아난다. 요탄이 크리스탈을 훔쳤다고 오해한 엘프들은 요탄을 비난하지만, 산타와 마야 부인은 침착하게 대응한다. 바질은 크리스탈을 훔쳤다고 밝히고, 로켓 스키를 탄 자가와 디디는 바질을 쫓지만 바질의 로봇 군단에게 격추당한다. 요탄은 어린 엘프 알포의 도움으로 썰매를 훔쳐 타고, 포로가 썰매에 매달린다. 산타는 요탄이 세상에서 가장 착한 사람이라며, 요탄의 주머니에 마법의 별을 넣어두었다고 말한다. 바질은 요탄에게서 별을 빼앗아 기지를 작동시키고, 산타의 궁전을 얼린 후 그들을 가둔다.
썰매가 바질의 기지에 가까워지자 바질은 다른 썰매를 타고 공격한다. 바질은 아이들이 자라면서 저지르는 나쁜 행동 때문에 아이들을 납치할 계획을 밝히고, 산타가 아이들을 망친다고 주장한다. 썰매 추락에서 살아남은 포로는 썰매를 고치고, 알포는 로봇들을 방해한다. 요탄과 지피는 로봇이 로봇 옷을 입은 녹색 외계인이라는 사실을 알게 된다. 로봇으로 변장한 요탄은 바질의 계획을 엿보지만 정체가 발각되어 감옥에 갇히고, 바질은 요탄의 별을 빼앗는다. 지피는 탈출하다가 기지에서 떨어져 거대한 눈덩이를 만들고, 그 눈덩이가 썰매를 파괴하고 요탄의 감옥을 부순다. 한편, 산타와 엘프들은 얼어붙은 궁전에서 살아남았고, 엘프 스무가 드론을 고쳐 그들을 찾으려 한다.
요탄 일행은 자가와 디디의 별을 되찾지만, 바질이 나타나 용암에 빠뜨리려 한다. 요탄은 별을 던져 그들을 구하고, 바질은 도망친다. 기지가 솟아오르자 자가는 여전히 요탄을 믿지 못하고, 요탄은 바질을 막으러 간다. 자가를 포함한 일행은 결국 요탄을 받아들이고, 요탄은 지피를 던져 바질에게서 별을 빼앗는다. 크리스탈의 힘으로 화산이 폭발하기 시작하고 포로와 엘프들이 위험에 처한다. 바질은 요탄을 용암에 빠뜨리려 하지만, 요탄은 고아원 원장의 지팡이를 붙잡고 자신의 별의 힘으로 모두를 구한다. 크리스마스 별이 뜨면서 크리스탈이 산타를 각 나라마다 복제하여 선물을 배달할 수 있게 한다는 사실이 밝혀진다. 요탄은 바질들에게 누가 진짜 산타인지 묻고, 싸우는 틈을 타 요탄과 자가가 크리스탈을 되찾으려 하지만, 그라우치가 크리스탈을 들고 도망친다. 바질들은 재결합하고, 바질은 랩랜드에서 쫓겨나 아이들에게 제압당한다.
바질의 썰매가 너무 무거워서 자가가 희생하려 하자 요탄은 자가와 함께 썰매에서 떨어진다. 드론이 요탄과 자가를 구하고, 로봇 옷을 입고 있던 녹색 외계인들은 기지에서 탈출한다. 궁전으로 돌아온 요탄, 지피, 자가, 디디, 알포, 스무는 산타의 특별 조수인 레드캡으로 임명된다. 크리스탈은 산타와 포로를 복제하여 선물을 배달하고, 요탄은 가족이 되고 싶다는 소원을 이룬다.

## 출연

### 주연
- 하하
- 김하영
- 이장원
- 최낙윤
- 이현
- 안효민
- 주카 닐런드
- 파울라 베사라
- 키티 코코넨
- 비티 칼리오

### 조연
- 안티 자콜라
- 헤니-리사 스탐

## 같이 보기
- 니코 (영화)